# Casa Marquès de Castrofuerte
La Casa Marquès de Castrofuerte és un monument del municipi de Vilanova i la Geltrú (Garraf) protegit com a bé cultural d'interès local.

## Descripció
És un edifici cantoner de grans dimensions, de planta rectangular, format per planta baixa, dos pisos i coberta plana. Té un cos lateral de planta baixa a l'esquerra de la façana del c/ Monturiol. La façana principal és de composició simètrica. La planta baixa, actualment modificada, presenta com a únic element original una porta d'accés allindanada amb brancals que imiten pilars amb capitells. Els dos pisos superiors presenten balcons allindanats amb baranes de ferro i dues volades diferents que es disposen segons un ritme altern. El coronament de l'edifici és format per una cornisa sostinguda per mènsules i una barana calada amb frontó centrat on figura la data de 1883. Els elements ornamentals més remarcables són els esgrafiats, en bandes horitzontals i medallons, les mènsules i les palmetes del coronament.

## Història
L'any 1883 el propietari de la finca Pau Soler i Morell va sol·licitar permís d'obres per a la construcció d'un edifici segons projecte de l'arquitecte August Font i Carreras. L'obra va ser dirigida per l'arquitecte Bonaventura Pollés i Vivó; el paleta fou Antoni Ribas. L'edifici va ser construït per a la funció d'habitatge i cafè-fonda. Posteriorment passà a propietat d'Eduard Jalón i Larragoiti, marquès de Castrofuerte, qui va adaptar-lo per residir-hi.
Segons consta en una làpida dissenyada per l'arquitecte J. F. Ràfols, la casa va ser llegada pel marquès a la biblioteca-Museu Balaguer:
| «   | CASA DEL MARQUÈS DE CASTROFUERTE POR EL LEGADA A LA BIBLIOTECTA MUSEO BALAGUER. 1917 | » |
| — . |                                                                                      |   |